# Wassy

Wassy este o comună în departamentul Haute-Marne din nord-estul Franței. În 2009 avea o populație de 3.013 de locuitori.

## Evoluția populației
| An        | 1975  | 1982  | 1990  | 1999  | 2006  | 2009  |
| --------- | ----- | ----- | ----- | ----- | ----- | ----- |
| Populație | 3.228 | 3.316 | 3.291 | 3.294 | 3.097 | 3.013 |